# Agnatisk tronföljd
Agnatisk tronföljd innebär att endast manliga ättlingar, det vill säga prinsar, kan ärva en kunglig titel och bli kung. Det innebär också att arv bara kan räknas på svärdssidan, det vill säga att en man inte kan hävda arvsrätt via en kvinnlig släkting.

## Stater med agnatisk tronföljd
- Liechtenstein
- Saudiarabien
- Japan
- Swaziland